# Eulàlia Reguant
Eulàlia Reguant i Cura (Barcelona, 19 de septiembre de 1979) es una política, matemática y activista política española, diputada del Parlamento de Cataluña desde el 26 de octubre de 2015 hasta el 11 de octubre de 2017 en representación de la CUP-Llamada Constituyente por la circunscripción de Barcelona. Fue concejal del Ayuntamiento de Barcelona de la CUP-Capgirem Barcelona y desde febrero de 2018 es miembro del Secretariado Nacional de la CUP.

## Biografía
Licenciada en Matemáticas por la Universidad de Barcelona. Ha trabajado en Setem, en la Associació Justícia i Pau y, actualmente, en Lafede.cat-Organitzacions per a la Justícia Global. Es especialista en finanzas éticas y socia de la Associació FIARE Catalunya y del Ateneo Layret, del barrio de Sant Antoni.
En las elecciones municipales de 2015 en Barcelona fue el número 4 de la Candidatura de Unidad Popular (CUP) en la lista que lideró María José Lecha. La CUP obtuvo tres concejales y Reguant no llegó a entrar en el Ayuntamiento.
En las elecciones al Parlamento de Cataluña de 2015 volvió a ser candidata por la Candidatura de Unidad Popular-Llamada Constituyente tras ser elegida en primarias por la circunscripción de Barcelona, llegando a entrar en el Parlamento y siendo diputada de la XI Legislatura.
El 11 de octubre de 2017 presentó la renuncia de su acta como diputada del Parlamento regional para dedicarse totalmente como concejala del Ayuntamiento de Barcelona, por la Candidatura d'Unitat Popular-Capgirem Barcelona, en sustitución de Josep Garganté. 
En febrero de 2018 la lista que encabezó -próxima a Endavant- junto a Mireia Vehí, para elegir al secretariado nacional de la CUP fue la lista más votada con un 56,35% de los votos, logrando seis miembros en la nueva dirección.
El 27 de febrero de 2019, Reguant y Antonio Baños, actuando como testigos en el juicio del proceso a los políticos catalanes, decidieron no declarar ante las preguntas formuladas por la acusación popular que ejerce el partido político VOX. El juez Manuel Marchena les impuso una multa de 2 500 euros, concediéndoles un plazo, no cumplido, de 5 días para rectificar.
Con motivo de las elecciones generales de noviembre de 2019, la CUP decidió por primera vez en su historia política presentarse al Congreso. La organización anticapitalista decidió que Mireia Vehí fuera la cabeza de lista al Congreso por la circunscripción de Barcelona, acompañada en segundo y tercer lugar los también exdiputados del Parlament Albert Botran y la propia Reguant. Vehí y Botran consiguieron sus escaños en la cámara baja al obtener dos diputados por Barcelona.
El 17 de septiembre de 2023 anunciaba su renuncia a su acta como diputada en el Parlamento de Cataluña tras los malos resultados obtenidos por la CUP en las elecciones municipales y en las generales, donde el partido no revalidó su representación. "Bajo del atril para arremangarme entre nosotros", aseguró en su perfil de X (anteriormente Twitter), con el fin de implicarse en el proceso de refundación que tenía previsto poner en marcha el partido.